# ФК Полет 1926
ФК Полет 1926 је босанско-херцеговачки фудбалски клуб из Брода, Република Српска. Клуб се тренутно такмичи у другој лиги (запад) Републике Српске.

## Историја
ФК Полет је основан 1926. године. Након 85 година постојања, клуб је званично угашен али већ следеће године је отворен нови клуб, са именом ОФК „Полет 1926“ (Омладински фудбалски клуб „Полет 1926“).
ОФК-у Полет 1926 је, 28. јануара 2013. године, на завршној вечери Поноћног турнира у градском Дому спортова, у конкуренцији од 6 локалних спортских организација (СРД „Сава“, ССУ „Пријатељи“, ЖРК „Брод“, КК „Полет“, ОФК „Збориште“ и ОФК „Полет 1926“), додељена плакета за најбољу спортску организацију општине Брод у 2012. години.

## Познати играчи
- Петар Костадиновић
- Јово Сикима
- Дејан Плиснић
- Симо Кушљић
- Дејан Којић
- Горан Кушљић
- Бојан Петрић
- Зоран Радан
- Золи Валтнер
- Бојан Стринић
- Сеад Машић
- Зоран Драгишић
- Бранко Кукољ
- Александар Кондић
- Срето Марјановић
- Милан Васић
- Слободан Пејичић
- Данијел Миловац
- Милан Самарџић
- Стефан Бардак
- Зоран Милошевић
- Бранислав Черек

## Познати тренери
- Данимир Милкановић
- Сулејман Спахић
- Митар Лукић

## Досадашњи успеси
- Прва лига Републике Српске у фудбалу 1995/96. Запад (5. мјесто)
- Прва лига Републике Српске у фудбалу 1996/97. Запад (6. мјесто)
- Прва лига Републике Српске у фудбалу 1997/98. (16. мјесто)
- Прва лига Републике Српске у фудбалу 2000/01. (14. мјесто)
- Прва лига Републике Српске у фудбалу 2001/02. (14. мјесто)
- Куп Републике Српске у фудбалу 2001/02. (осмина финала)
- Прва лига Републике Српске у фудбалу 2002/03. (14. мјесто)
- Куп Републике Српске у фудбалу 2003/04. (шеснестина финала)
- Прва лига Републике Српске у фудбалу 2003/04.‎ (?. мјесто)
- Друга лига Републике Српске у фудбалу — Центар 2007/08. (10. мјесто)
- Друга лига Републике Српске у фудбалу — Запад 2008/09. (15. мјесто)
- Регионална лига Републике Српске у фудбалу — Центар 2010/11. (14. мјесто)
- Регионална лига Репиблике Српске у фудбалу - Центар 2017/18. (1. мјесто)

## Резултати клуба

### Резултати у сезони 2012/2013.
| Коло | Клуб домаћин                  | Резултат | Клуб гост                     |
| ---- | ----------------------------- | -------- | ----------------------------- |
| 01.  | ОФК Полет 1926 (Брод)         | 3:0      | ФК Борац (Которско)           |
| 02.  | ФК 4. јули (Појезна)          | 1:1      | ОФК Полет 1926 (Брод)         |
| 03.  | ОФК Полет 1926 (Брод)         | 0:3      | ФК Борац (Босански Лужани)    |
| 04.  | ФК БСК (Бушлетић)             | 2:8      | ОФК Полет 1926 (Брод)         |
| 05.  | ОФК Полет 1926 (Брод)         | 3:1      | ФК Рудар (Станари)            |
| 06.  | ФК Полет (Подновље)           | 0:4      | ОФК Полет 1926 (Брод)         |
| 07.  | ОФК Полет 1926 (Брод)         | 8:0      | НК Жељезничар (Горњи Придјел) |
| 08.  | ОФК Полет 1926 (Брод)         | 6:0      | ФК Борац 1975 (Осиња)         |
| 09.  | ФК 27. јули (Календеровци)    | 0:3      | ОФК Полет 1926 (Брод)         |
| 10.  | ФК Борац (Которско)           | 3:6      | ОФК Полет 1926 (Брод)         |
| 11.  | ОФК Полет 1926 (Брод)         | 15:0     | ФК 4. јули (Појезна)          |
| 12.  | ФК Борац (Босански Лужани)    | 1:5      | ОФК Полет 1926 (Брод)         |
| 13.  | ОФК Полет 1926 (Брод)         | 3:0      | ФК БСК (Бушлетић)             |
| 14.  | ФК Рудар (Станари)            | 0:0      | ОФК Полет 1926 (Брод)         |
| 15.  | ОФК Полет 1926 (Брод)         | 1:0      | ФК Полет (Подновље)           |
| 16.  | НК Жељезничар (Горњи Придјел) | 2:4      | ОФК Полет 1926 (Брод)         |
| 17.  | ФК Борац 1975 (Осиња)         | 1:2      | ОФК Полет 1926 (Брод)         |
| 18.  | ОФК Полет 1926 (Брод)         | 4:1      | ФК 27. јули (Календеровци)    |

### Резултати у текућој сезони (2013/2014)
| Коло | Клуб домаћин                | Резултат | Клуб гост             |
| ---- | --------------------------- | -------- | --------------------- |
| 01.  | ОФК Полет 1926 (Брод)       | 4:0      | ФК Хајдук (Кожухе)    |
| 02.  | ОФК Полет 1926 (Брод)       | 5:0      | ФК Укрина (Чечава)    |
| 03.  | ФК Звијезда (Какмуж)        | 1:2      | ОФК Полет 1926 (Брод) |
| 04.  | ОФК Полет 1926 (Брод)       | 3:0      | ФК Слога (Дуго Поље)  |
| 05.  | ФК Задругар (Сијековац)     | 2:0      | ОФК Полет 1926 (Брод) |
| 06.  | ОФК Полет 1926 (Брод)       | 6:1      | ФК Црквина            |
| 07.  | ФК Братство (Доња Дубица)   | 2:2      | ОФК Полет 1926 (Брод) |
| 08.  | ОФК Полет 1926 (Брод)       | 3:0      | ФК Кладари Горњи      |
| 09.  | ФК Младост (Добриња)        | 3:4      | ОФК Полет 1926 (Брод) |
| 10.  | ОФК Полет 1926 (Брод)       | 3:1      | ФК Слога (Јакеш)      |
| 11.  | ФК Будућност (Горња Слатина | 2:1      | ОФК Полет 1926 (Брод) |
| 12.  | ОФК Полет 1926 (Брод)       | 0:0      | ФК Борац (Осиња)      |

*: До краја текуће сезоне је остало 14 неодиграних кола.
| Боје | Опис         |
| ---- | ------------ |
|      | Добивен меч  |
|      | Нерешено     |
|      | Изгубљен меч |